# William Ellis

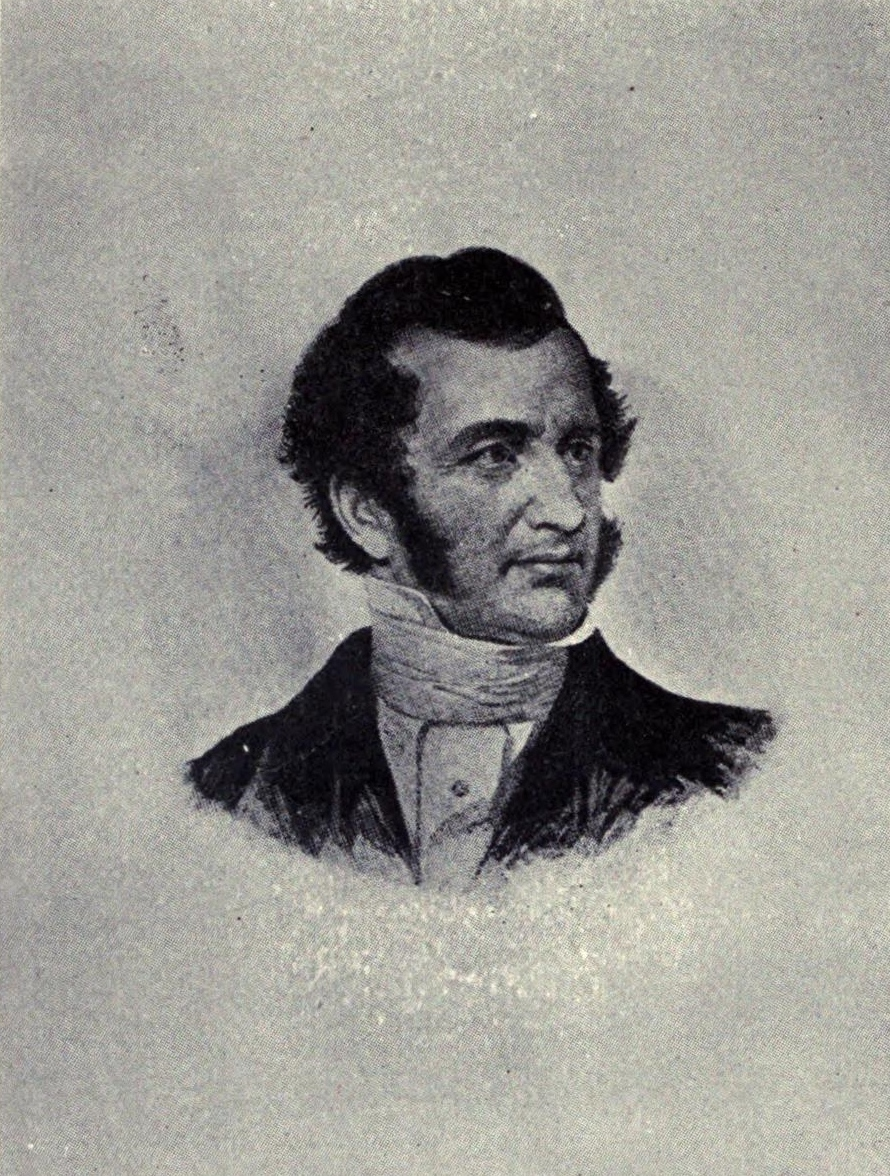
Reverend William Ellis

William Ellis (* 29. August 1794 in London; † 9. Juni 1872 in London) war ein englischer Missionar, Autor und Forschungsreisender.

## Leben
Ellis wurde seit 1814 am Seminar der Londoner Missionsgesellschaft ausgebildet und begab sich 1816 im Auftrag der Missionsgesellschaft über Sydney nach Tahiti. Er ließ sich zunächst auf Eimeo, eine der Windward-Inseln, nieder und bereiste von dort die übrigen Inseln Polynesiens. Hierbei versuchte er nach Kräften, das Christentum und die zeitgenössisch verstandene „Zivilisation“ zu verbreiten. Dabei unterstützten ihn die Missionare John Orsmond und John Williams und deren Familien.
Nach einem Aufenthalt auf Huahine, bei dem seine Frau schwer erkrankte, kehrte Ellis 1824 über Hawaii und Nordamerika nach London zurück und wurde bei der Missionsgesellschaft als auswärtiger Sekretär angestellt. Er machte sich durch eine Anzahl Schriften bekannt, die auch naturwissenschaftliche und völkerkundliche Beobachtungen enthalten. Seine Frau starb 1835, er heiratete zwei Jahre später eine erfolgreiche Autorin, die ebenfalls bei der Londoner Missionsgesellschaft tätig war.
Zwischen 1853 und 1856 machte Ellis drei Reisen nach Madagaskar, an dessen Christianisierung er wesentlichen Anteil hatte. Diese Reisen beschrieb er in Three visits to Madagascar (London 1858). Von 1862 bis 1865 hielt er sich nochmals auf Madagaskar auf, dessen Christianisierung er in The martyr church : a narrative of the introduction, progress and triumph of christianity in Madagascar (London 1871) schilderte. 1868 übernahm eine christliche Königin den Thron von Madagaskar.
William Ellis starb am 9. Juni 1872 in London. Seine zweite Frau folgte ihm sieben Tage später.

## Schriften
- 1823: A journal of a tour around Hawaii, the largest of the Sandwich Islands. Crocker and Brewster, New York 1823. Neuausgabe: Mutual Publishing, Honolulu 2004, ISBN 1-56647-605-4. (Online)
- 1829: Polynesian researches, during a residence of nearly six years in the South Sea Islands. 2 Bde. Fisher, Son & Jackson, London 1829. (Online Bd. 1), (Online Bd. 2).
- 1832: Polynesian researches during a residence of nearly eight years in the Society and Sandwich Islands. 2. Auflage. Fisher, Son & Jackson, London 1832. (Gezählt als Bd. 3 von Polynesian researches). (Online).
- 1836: Memoir of Mrs. Mary Mercy Ellis, wife of Rev. William Ellis. Crocker & Brewster, Boston 1836.(Online).
- 1844: The History of the London Missionary Society. Vol. I. John Snow, London (Online)
- 1859: Three visits to Madagascar during the years 1853-1854-1856. John Murray, London 1859. (Online)
- 1867: Madagascar revisited, describing the events of a new reign and the revolution which followed. John Murray, London 1867. (Online).
- 1870: The martyr church: a narrative of the introduction, progress, and triumph of Christianity in Madagascar. John Snow, London. (Online).